# Obecní pec na chleba v Lenoře

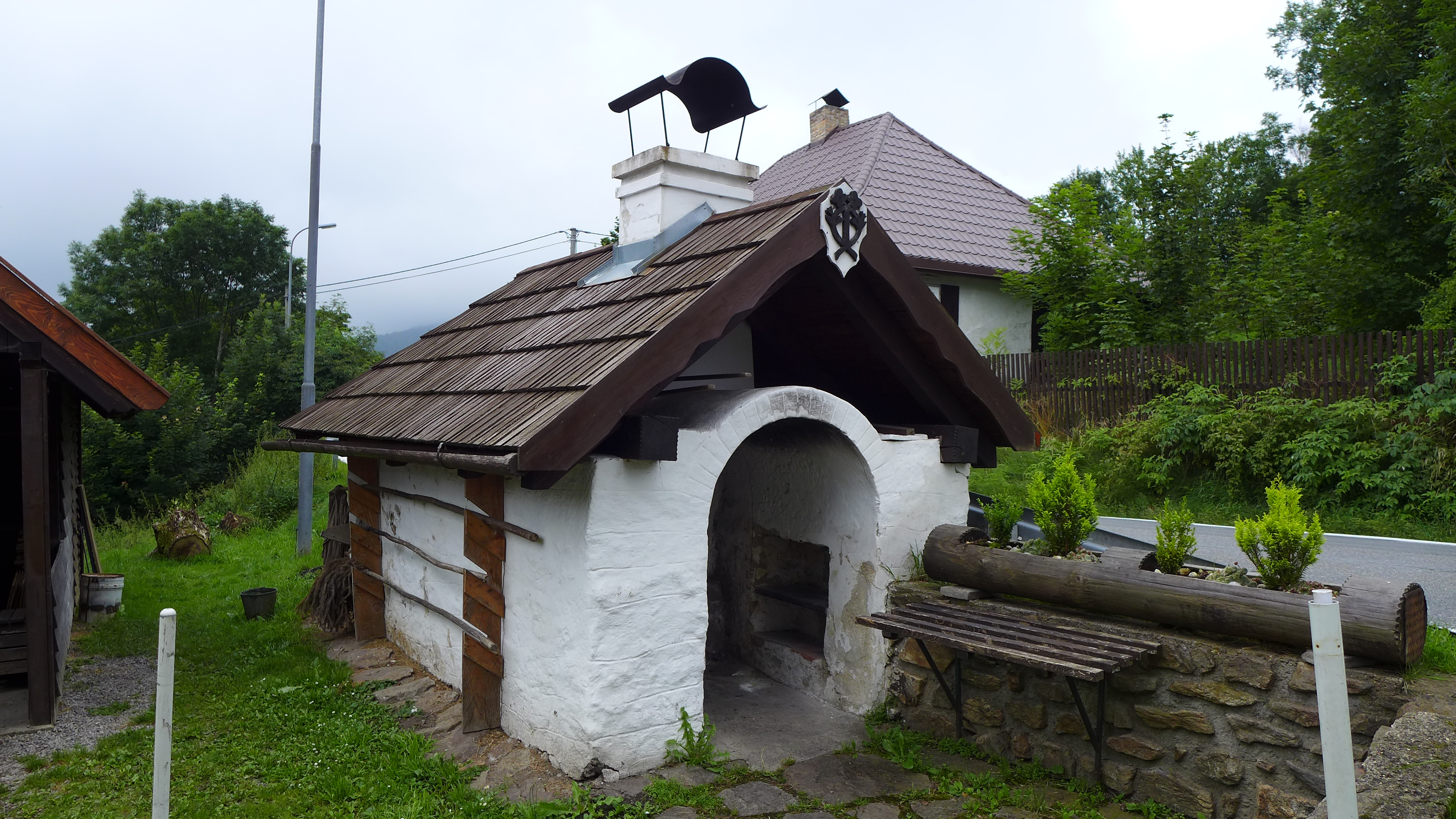
Veřejná obecní pec na chleba v šumavské Lenoře

Obecní pec na chleba v Lenoře  je technická památka pocházející z první poloviny 19. století (rok 1837). Zděná pec byla určena chudším obyvatelům k pečení chleba a ke svému účelu se využívala ještě několik let po druhé světové válce. Od roku 1998, kdy byla tato tradice v šumavské Lenoře obnovena, pořádá každoročně lenorské občanské sdružení Velká lóže pecařská vždy poslední sobotu (v dopoledních hodinách) v měsících od dubna do prosince široké veřejnosti přístupné lenorské pečení.

## Podrobněji

### Účel a použití
Veřejná obecní pec na chleba sloužila od roku 1837 nemajetným občanům, jejichž domácnosti nedisponovali pecí (nebo neměli dost finančních prostředků na nákup paliva). Na pečení se většinou domluvilo několik chudších lenorských rodin a jednou roztopená pec tak znamenala ve finále pro všechny úsporu nákladného tvrdého dřeva. Hospodyně si doma (většinou den předem) připravily těsto, to se vkládalo do správně roztopené pece a domů si místní pak přinášeli hotové upečené produkty (nejčastěji ale chléb). Obdobných pecí bylo v Lenoře více (celkem tři), ale dochovala se jen tato jediná, kde se ještě několik let po druhé světové válce peklo. A je to právě jen tato pec, která je od 3. května roku 1958 evidována jako nemovitá kulturní památka.

### Obnova tradice
Tradici obecního lenorského pečení obnovil na podzim roku 1998 pan Václav Mráz. Pec byla opravena a znovu zprovozněna. Nadšenci, kteří se v této věci angažovali, založili v roce 2000 občanské sdružení s názvem Velká lóže pecařská. Tradici pečení housek, koláčů, lenorských česnekových placek a chleba udržoval dále pekař Augustin Sobotovič (1940–2024) se svými pomocníky.

### Lenorské pečení
Každou poslední sobotu v měsících duben až prosinec přibližně od 9 do 13 hodin se koná (za účasti široké veřejnosti) lenorské pečení. Akci organizuje spolek Velká lóže pecařská, jejích členové již od brzkých ranních hodin roztápí tradičním způsobem obecní pec pomocí tvrdého dřeva. Den předem je připravován kvásek na chleba, předem jsou připravována (povětšině kynutá) těsta (jsou hnětena ručně), budoucí pečivo je tvarováno také manuálně. Když je lenorská pec roztopena asi na teplotu 220 °C, jsou z ní vymeteny žhavé dřevěné uhlíky a pec je tak připravena ke vsazování těsta. Před zraky přítomných se posléze peče drobné pečivo (housky, česnekové placky, vánočky, mazance, koláče) a nakonec se do pece vsazují i pecny pšenično–žitného chleba. Pečivo z obecní pece je neprodejné, je rozdáváno zdarma všem přítomným účastníkům akce a nese regionální značku „ŠUMAVA regionální produkt“. Jednou za rok se koná „velké“ lenorské pečení tzv. Lenorská slavnost chleba Akce se koná poslední sobotu v červenci a spolu s ní probíhá i další doprovodný program.

### Dostupnost
Obecní pec se nachází v centru Lenory u hlavní silnice (u budovy s číslem popisným 15), nedaleko přístřešku a parkoviště u obecního úřadu. Od parkoviště je vzdálena asi 63 metrů vzdušnou čarou severozápadním směrem. Od obecního úřadu je pec volně přístupná po chodníku.

## Památková ochrana
Obecní pec na chleba v Lenoře se nachází v Jihočeském kraji v okrese Prachatice v obci Lenora. Do státního seznamu kulturních nemovitých památek byla zapsána před rokem 1988 pod rejstříkovým číslem ÚSKP 16207/3-3636 (katalogové číslo 1000126743). Jde o drobnou zděnou obdélnou stavbu krytou sedlovou střechou, která chrání nejen vlastní pec, ale i zaklenutý prostor před vlastní pecí (tzv. předpecí). Památka je dokladem sousedského soužití v obci.

### Podrobnější popis

#### Objekt pece
Zděná stavba s rozměry půdorysu 4,60 × 2,30 m je kryta sedlovou střechou. Přední strana stavby je orientována na východ. Zde se nachází otevřený vstup do objektu resp. do manipulačního předpecního prostoru (betonová podlaha) s hloubkou 1,54 m. Tento vstup je široký asi 1 metr s výškou 1,59 m a v horní části má polokruhovou klenbu. Předpecní prostor je na pravé straně do obvodové zdi prolomen nehlubokou nikou (jen 32 cm) o rozměrech 75 × 63 cm. V čele předpecního prostoru se nacházejí dva otvory vedoucí do pečicího prostoru vlastní pece, která je klenutá. Prostor pece lze uzavřít železnými dvířky, spodní otvor pece je ve výšce 50 cm nad betonovou podlahou.
Krov objektu je novodobý, má pět párů krokví. Ty jsou uloženy na pozednici (rozměry 19,5 × 19,5 cm). Krov je kryt pěti nad sebou umístěnými řadami šindelů. Čelní plochy krovu jsou zakryty dřevěnou lištou se zdobeným profilem. Omítnuté nevysoké široké komínové těleso je kryto novodobou plechovou stříškou a nad střechu objektu vystupuje v jejím nejvyšším místě (ve hřebeni střechy). Levý dolní okraj střechy je osazen dřevěným dlabaným okapem.
Všechno zdivo použité na objektu je omítnuto vápennou hlazenou nerovnou omítkou a opatřeno bílým vápenným nátěrem. V přední části objektu je prostor mezi krovem a klenbou předpecního prostoru využit coby příruční skladiště polenového dřeva.

#### Pomocný přístřešek
Novodobý dřevěný přístřešek umístěný v bezprostřední blízkosti objektu pece slouží pekařům v současné době jako příruční manipulační prostor. Tento pomocný přístřešek je krytý sedlovou střechou s šindelovou krytinou a není památkově chráněn.

### Zdůvodnění památkové hodnoty
Veřejně provozovaná chlebová pec v Lenoře je příkladem stavby, která řešila ekonomickou stránku pečení chleba odstraněním nutnosti existence samostatné individuální pece v každém místním stavení. Hmotou a stavebním provedením objekt dobře zapadá do prostředí obce a významnou měrou doplňuje historickou zastavěnou plochu (intravilán) Lenory. Zároveň pec dokumentuje řemeslnou zručnost a technickou dovednost našich předků jakož i jejich cit pro estetické řešení celé stavby.

## Galerie

Veřejná obecní pec na chleba v Lenoře v proměnách času
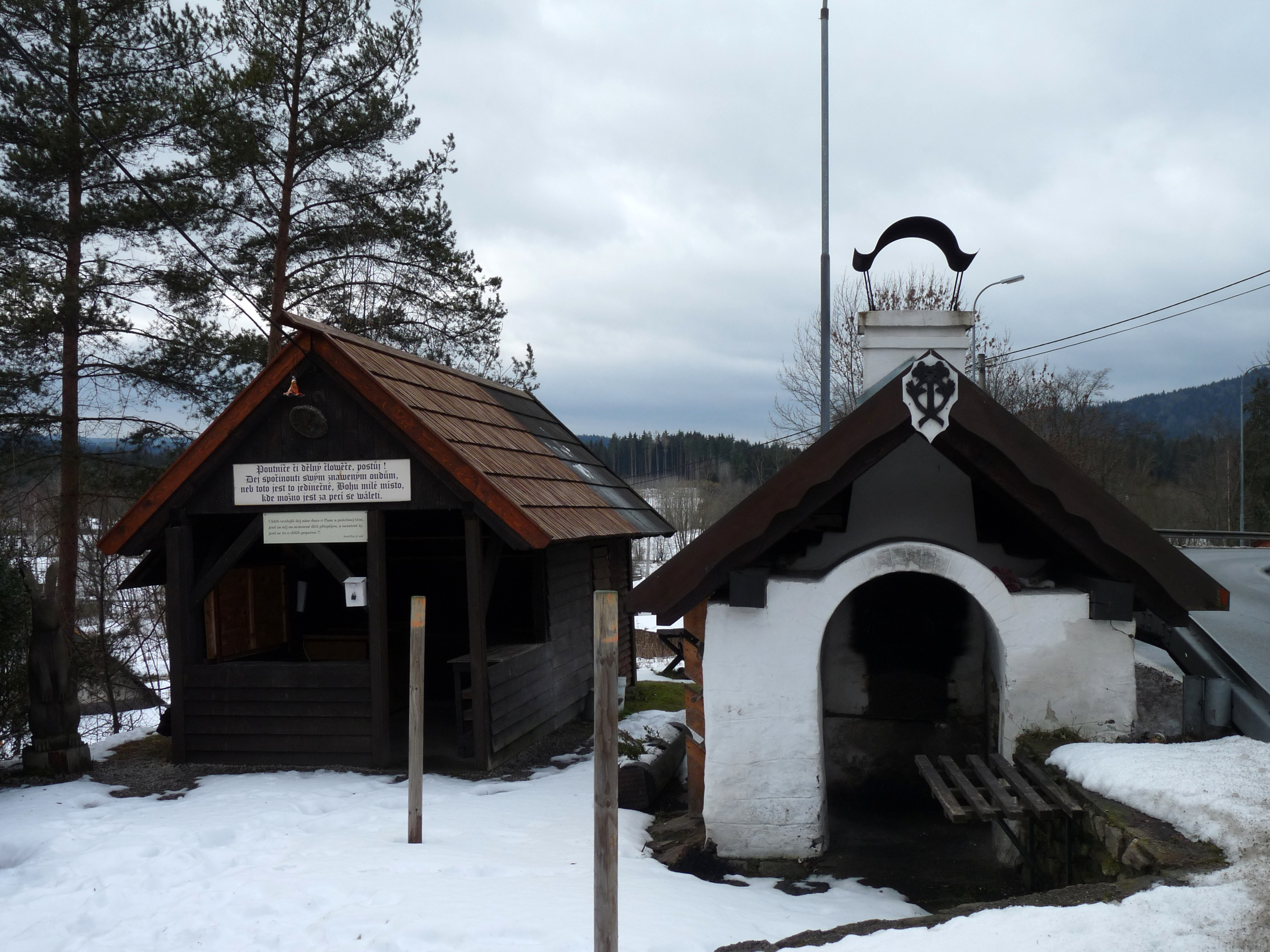
Pec s pomocným přístřeškem v době odstávky (leden 2016)
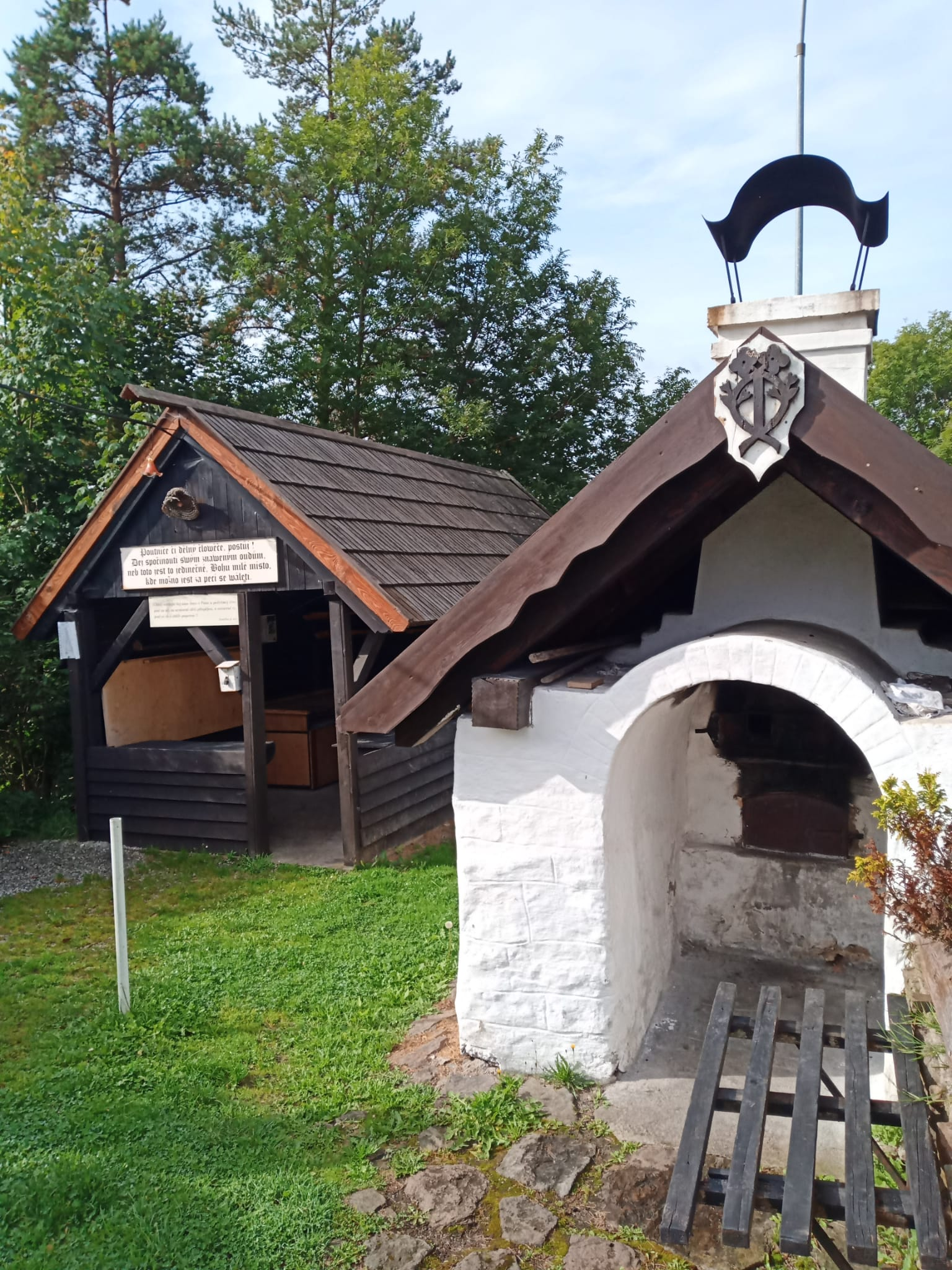
Pec s pomocným přístřeškem (léto 2021)
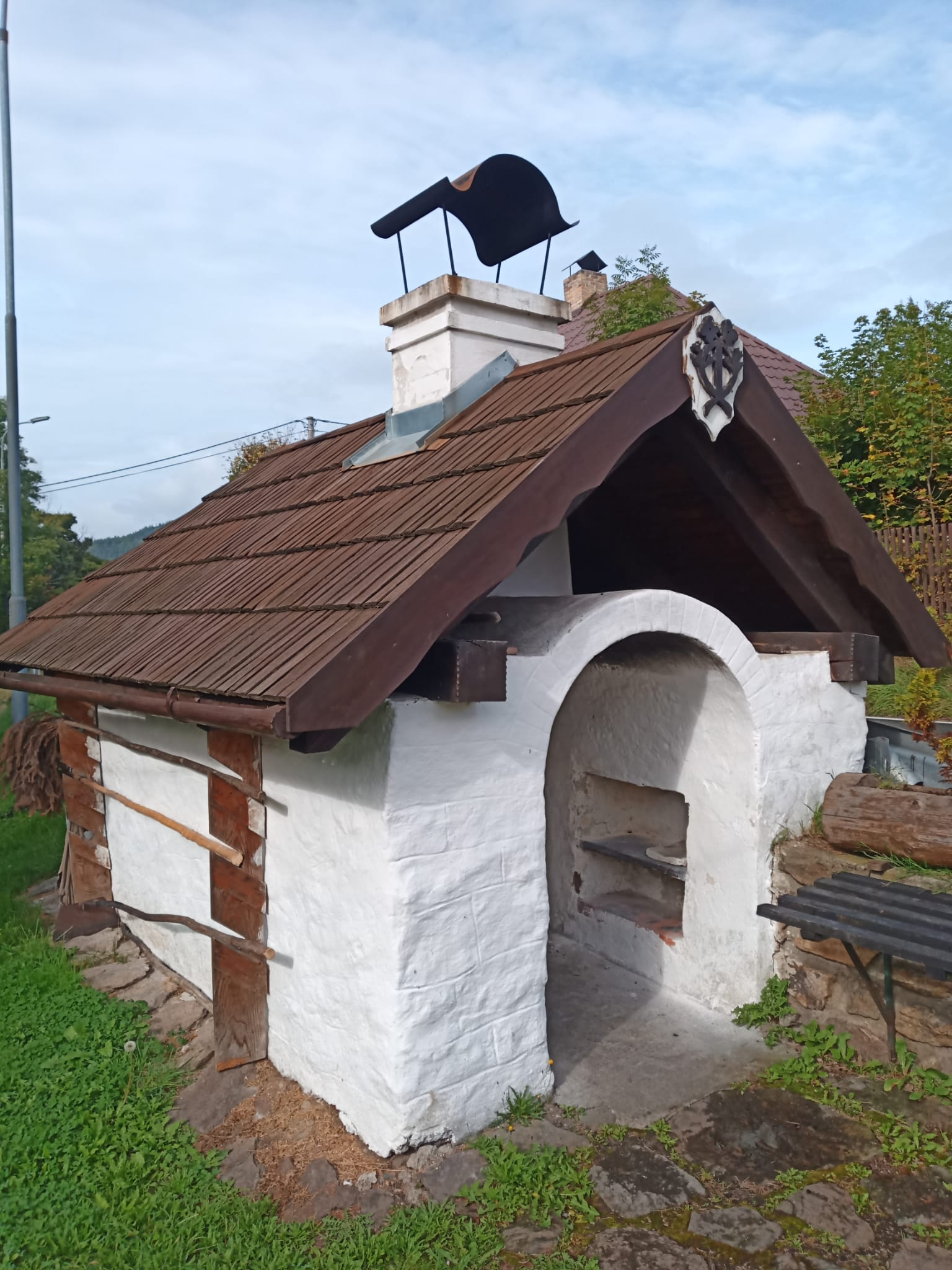
Detail objektu obecní pece (léto 2021)
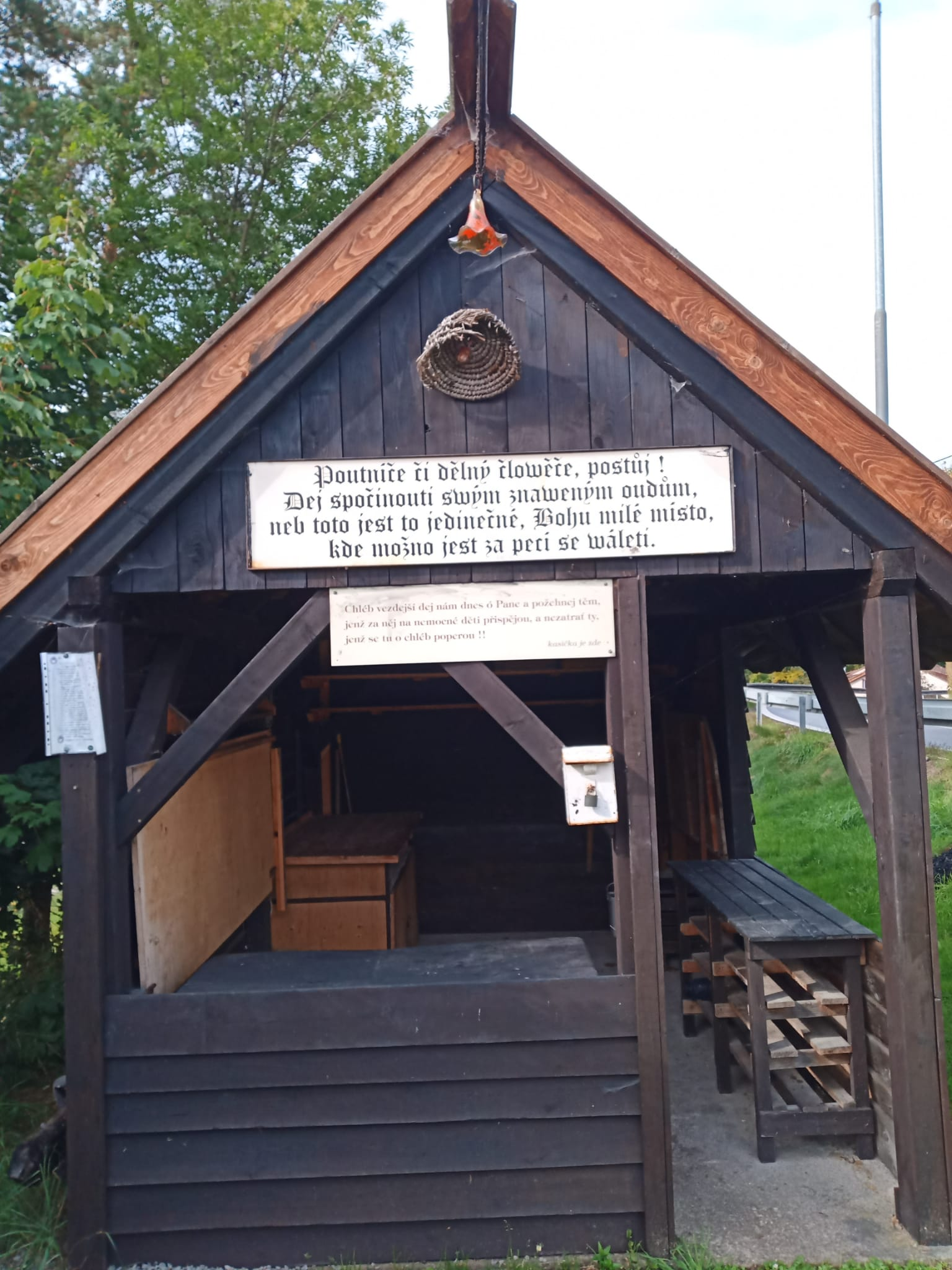
Detail objektu pomocného přístřešku (léto 2021)